# Státní převrat v Chile v roce 1973
Státní převrat v Chile (španělsky Golpe de Estado en Chile de 1973) se odehrál 11. září 1973. Šlo o vojenský převrat, při kterém byla svržena vláda demokraticky zvoleného prezidenta Salvadora Allendeho a jeho koalice Lidové jednoty. Allende byl označen za prvního demokraticky zvoleného marxistu v Latinské Americe. Jeho zvolení vedlo k politické krizi, jelikož v parlamentu měli většinu opoziční konzervativci. Dne 11. září 1973 se skupina armádních důstojníků vedená generálem Augustem Pinochetem rozhodla provést vojenský puč a chopila se moci. Následovalo sedmnáct let vojenské diktatury.
Během vlády vojenské junty byly zakázány všechny komunistické a socialistické strany Chile a docházelo k rozsáhlým represím levice a jiné opozice režimu. V roce 1974 se Pinochet prohlásil prezidentem a jeho vládu krátce nato uznaly Spojené státy americké, které prostřednictvím tajných operací CIA (například Projekt FUBELT) od začátku sedmdesátých let usilovaly o svržení Allendeho a zavedení proamerické a antikomunistické autokracie. Odtajněné dokumenty CIA v roce 2023 potvrdily, že prezident Richard Nixon a Henry Kissinger věděli o plánu převratu a nezasáhli proti němu.

## Pozadí
V roce 1970 probíhaly v Chile prezidentské volby, ve kterých zvítězil Salvador Allende (za koalici Lidová jednota). Jeho soupeři byli Jorge Alessandri Rodríguez (Národní strana) a Radomiro Tomic (Křesťanskodemokratická strana). Allende získla 36,6 % hlasů a druhý Alessandri 35,3 % hlasů. Jelikož ale žádný nezískal většinu, měl podle chilského volebního systému o vítězi rozhodnout parlament.
Tehdejší chilská ústava zakazovala prezidentům absolvovat více než jedno funkční období za sebou. Prezident Eduardo Frei Montalva tedy nemohl znovu kandidovat. Americká CIA se v operaci Track I snažila ovlivnit členy parlamentu, aby zvolili Alessandriho, který skončil ve volbách druhý. Ten měl, dle plánu, krátce nato rezignovat a vyvolat nové volby. Frei by poté mohl znovu kandidovat. Nicméně mezitím Allende podepsal závazek, že bude dodržovat ústavu Chile, a parlament potvrdil jeho vítězství. CIA poté zahájila Projekt FUBELT (operaci Track II), při které se snažila zdiskreditovat Allendeho a vyvolat povstání, při kterém by musela zasáhnout armáda, která by se chopila moci. Američané se obávali, že by případný úspěch Allendeho pojetí socialismu mohl posilovat obdobné politiky v Latinské Americe. K tomu na konci roku 1971 Chile navštívil kubánský komunistický vůdce Fidel Castro, což USA znepokojilo.
Allendeho vládu provázela ekonomická krize. Fiskální deficit se z 3,5 % v roce 1970 zvýšil na 24 % v roce 1973. Současně došlo k devalvaci měny a inflace vzrostla na 606 %. Konalo se také několik stávek a protestů. Přepravci dokonce vyzvali ke generální stávce. Allende na toto zareagoval vyhlášením nouzového stavu a vedoucí protestů byli zatčeni. Nicméně to vyvolalo jen další protesty. Zatímco podnikatelé stávkovali, dělníci zůstávali na Allendeho straně. Některé pracovní kolektivy dokonce kazily stávky vyhlášené vlastníky podniků a pracovaly, aby udržely ekonomiku v chodu. Ve vybraných případech docházelo k přebírání továren do rukou výborů pracujících.
V říjnu 1970 byl při nepovedené převratové akci připravené CIA zabit generál René Schneider, který byl velitelem chilské armády. Aby došlo k uklidnění situace, byl na jeho místo dosazen generál Carlos Prats, který měl podporu konzervativních politiků. V roce 1972 se Prats, v době protestů, stal ministrem vnitra.
V březnu 1973 se konaly parlamentní volby, ve kterých Lidová jednota, i přes ekonomické problémy, obdržela 44,2 % hlasů. Opoziční pravicové strany před volbami utvořily koalici Konfederace demokracie, která obdržela 55,4 %. V Senátu dopadly volby obdobně. Parlament tedy ovládla opozice.

## Ústavní krize
V červenci 1973 plukovník Roberto Souper Onfray obklíčil se svou jednotkou prezidentský palác. Nicméně jeho pokus o vojenský převrat (známý jako El Tanquetazo) byl zneškodněn. Následně se ukázalo, že převrat organizovala chilská fašistická paramilitární organizace Frente Nacionalista Patria y Libertad.
Díky většině v parlamentu opozice odhlasovala odvolávání ministrů, což hojně činila a čímž ochromovala vládu, a to i přesto, že mezi právníky byl tento postup označen za protiústavní, jelikož ústava předpokládala, že vládu sestavuje prezident. V srpnu 1973 vydal Nejvyšší soud Chile stanovisko, ve kterém uvedl, že chilská vláda není schopna efektivně prosazovat zákony státu. Opoziční pravicové strany poté obvinily vládu z neústavních kroků a vyzvaly armádu k zásahu. Krátce poté následovaly rozsáhlé protesty. Vláda nezasáhla, jelikož se obávala povolat četnictvo, u kterého si nebyla jistá loajalitou. Allende během srpna jmenoval generála Carlose Pratse také ministrem obrany, nicméně byl donucen rezignovat na oba ministerské posty ještě před koncem měsíce, a to kvůli skandálu, kdy během dopravního incidentu vystřelil na civilistku. Ve funkci velitele armády ho okamžitě nahradil generál Augusto Pinochet.
Koncem měsíce srpna opozice schválila rezoluci, ve které vyzvala vládu k zastavení porušování ústavy. Současně v ní vyzvali armádu a policii, aby zasáhla. Allende reagoval obviněním opozice z vyvolávání státního převratu. Allende se obhajoval, že své kroky učinil k ochraně republiky proti terorismu. Naopak obvinil opozici z porušování ústavního pořádku a vyvolávání občanské války nebo vojenského převratu.

## Příprava převratu
Již v polovině července 1973 došlo mezi některými důstojníky armády ke konspiraci, jejímž cílem mělo být svržení vlády Lidové jednoty. Nepanovala ovšem shoda na provedení. Generál Carlos Prats si byl vědom sílících hlasů proti Allendemu v armádě. Navrhoval vytvoření nové vlády Allendeho se zapojením více generálů ve vládě, přičemž by byla vyjednána tolerance ze strany Křesťanskodemokratické strany. Z funkcí by současně museli být odvoláni členové komunistické strany a radikálních socialistů. Generálové tento návrh přijali, ale shodli se, že půjde pouze o prozatímní přechodnou vládu, která vyústí ve vládu vojenské junty. Nicméně skupina jiných generálů, mezi nimiž byli Oscar Bonilla, Sergio Arellano Stark, Javier Palacios a Augusto Pinochet, si stáli za tím, že fáze přechodné vlády je zbytečná.

## Průběh převratu

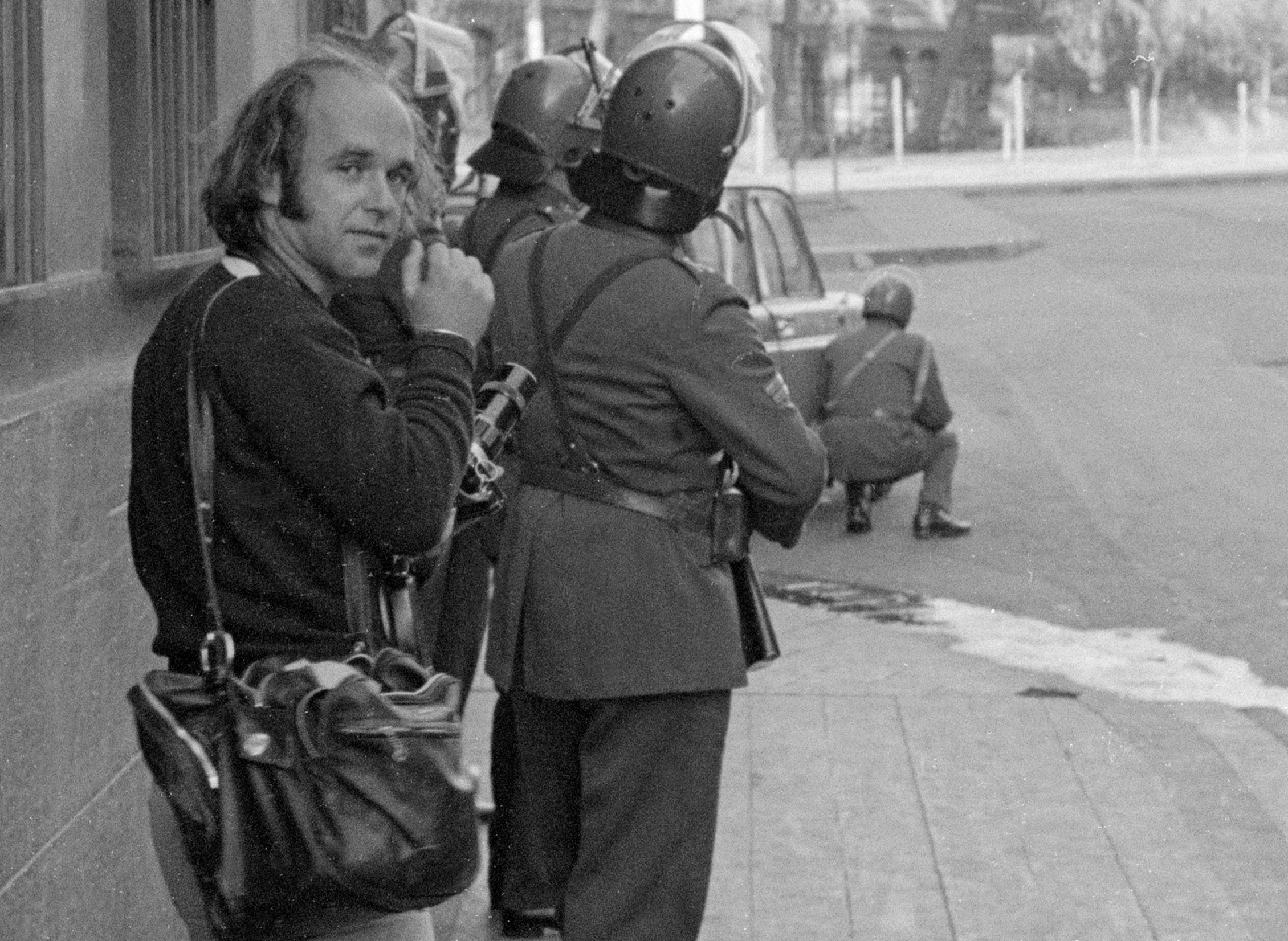
Novinář Sylvain Julienne a policisté během puče (11. září 1973)

Vojenský převrat vypukl brzy ráno 11. září 1973. Generálové datum vybrali záměrně, jelikož šlo o výročí vojenského převratu v Chile z roku 1924. Pučisté obsadili strategickou základnu námořnictva ve Valparaísu a obsadili televizní a rozhlasové vysílání. Allende byl okamžitě o konání armády uvědoměn a přesunul se se svou prezidentskou gardou do prezidentského paláce. V osm hodin ráno pučisté zastavili vysílání a vydali vlastní prohlášení o úmyslu svrhnout Allendeho z obavy před marxistickým převratem v zemi. Armáda poté bombardovala komunistická rádiová studia a vysílače.
Pučisté zatkli ministra obrany Orlanda Leteliera, čímž Allendemu zabránili v kontaktu s armádou. Po úspěchu převratu byl Letelier poslán do exilu a v září 1976 na něj byl, na Pinochetův rozkaz, spáchán atentát. Od moci byl odstaven také velitel námořnictva admirál Raúl Montero. Velení převzal pučista José Toribio Merino. Allende se neúspěšně pokusil volat generálovi Augustovi Pinochetovi, veliteli armády. Poté volal generálovi Gustavovi Leighovi, veliteli letectva. Ani jeden z nich telefonát nepřijal. Naopak velitel četnictva José María Sepúlveda a velitel policie Alfredo Joignant telefonáty přijali a vydali se k prezidentskému paláci. Z průběhu začínalo být jasné, že se na vojenském převratu podílí celá armáda. Allende přesto doufal, že má na své straně alespoň část jednotek. Prezident například nevěřil, že se na puči podílí i Pinochet, u kterého věřil v loajalitu. Již v devět hodin ráno armáda oznámila, že má celou Chile pod kontrolou. Současně četníci opustili prezidentský palác. Allende se přesto odmítl vzdát.
Armáda prezidentovi pohrozila, že jestli se nevzdá, bude bombardovat prezidentský palác. Dokonce mu nabídli bezpečný odlet ze země pro něj i jeho rodinu. Allende to odmítl. Socialistická strana Allendemu radila, aby opustil palác a uprchl do San Joaquínu, průmyslové zóny hlavního města Santiaga, kde se měli jeho podporovatelé přeskupit a pokusit se porazit pučisty. Allende ovšem odmítl i tento návrh. V 9:10 hodin Allende vysílal svůj poslední projev, ve kterém obyvatele Chile informoval o probíhajícím vojenském převratu a o svém odmítnutí vzdát se. Generál Leigh se rozhodl na palác udělat nálet, nicméně bombardér by na místo doletěl až za čtyřicet minut. Pinochet proto rozkázal prezidentský palác ostřelovat dělostřelectvem. Prezidentské gardě se dařilo dobytí paláce oddalovat pomocí odstřelovačů na střeše paláce. Leigh poté povolal helikoptéry, aby provedly na palác střelbu a kryly postup pozemních jednotek. Prezidentská garda však odolávala do dvou hodin odpoledne.
Po pádu obrany pučisté nalezli Allendeho mrtvého ve své pracovně. Podle obecně přijatého vysvětlení spáchal sebevraždu krátce před vstupem pučistů do paláce. V posledním pokusu o vysílání, krátce před sebevraždou, Allende národu vzkázal udržení naděje a odvahy v budoucím boji s temnotou. Pronesl: „Dělníci mé země, věřím v Chile a osud naší země. Již jiní překonají tuto temnou a hořkou chvíli, kdy zrada vítězí. Mějte na paměti, že brzy se znovu otevřou cesty, kterými projdou svobodní lidé, aby vybudovali lepší společnost. Ať žije Chile! Ať žije lid! Ať žijí dělníci!“ Není jisté, jestli toto vysílání v té době někdo slyšel, ale zachoval se přepis.

## Dopady

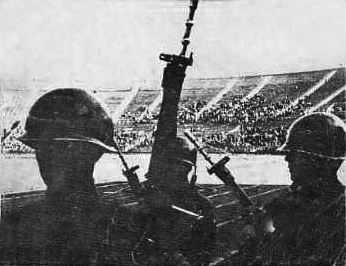
Chilská armáda zadržuje na stadionu zatčené tisíce lidí během převratu (září 1973)

V době po převratu se uvádělo, že během něj zemřel jen prezident Allende. Po návratu k demokracii v roce 1990 vyšetřování ukázalo, že mezi oběťmi byl také novinář Augusto Olivares, který rovněž spáchal sebevraždu. Zraněni měli být Antonio Aguirre a Osvaldo Ramos, kteří byli prezidentovi spolupracovníci. Ti byli následně uneseni z nemocnice a poté zmizeli. V roce 2006 však podle novinářské investigativy probíhající během souzení Pinocheta došlo k nucenému zmizení nejméně patnácti členů prezidentovy gardy.
Na straně pučistů-armády padlo 34 lidí. Dalších šestnáct vojáků mělo padnout při bojích se zbývajícími podporovateli Allendeho v polovině září 1973. Během října 1973 padlo dalších dvanáct vojáků. Celkově při potírání odboje v následujících měsících padlo 162 vojáků. Během převratu také došlo k zatčení desítek tisíc lidí, kteří byli internováni na národním stadionu.
Během Pinochetova režimu došlo k mučení nejméně 40 tisíc lidí.
Dne 13. září 1973 vojenská junta rozpustila parlament a zakázala levicové politické strany, které byly součástí koalice Lidová jednota. Pozastaveny byly veškeré politické aktivity. Následovalo zavedení vojenské diktatury. Velitelé pučistů se domluvili na střídání v čele státu a Pinocheta jmenovali velitelem junty. Současně propagandisticky vytvořili falešné zprávy o přípravě komunistického převratu ze strany Allendeho (údajný Plán Zeta či Plán Z). Šlo o legitimizaci vlastního převratu.

## Zapojení USA
Vzhledem k tehdejší studené válce a činnosti CIA v jiných zemích Latinské Ameriky byly Spojené státy americké od počátku podezřívány z vměšování se v Chile. Představitelé USA však opakovaně uváděli, že o chystaném převratu neměli žádné informace. V roce 2000 vyšla zpráva z vyšetřování zapojení USA, kterou připravila United States Intelligence Community. Ta uváděla: „Ačkoli CIA nepodnítila převrat, který 11. září 1973 ukončil Allendeho vládu, věděla o plánování převratu armádou, udržovala probíhající zpravodajské vztahy s některými spiklenci a – protože CIA neodrazovala od převratu a v roce 1970 se o převrat snažila – pravděpodobně se zdálo, že jej schvaluje.“ Došlo také k vyšetřování přepisů rozhovorů mezi prezidentem Richardem Nixonem a Henrym Kissingerem. Vyšetřování dospělo k závěru, že oba využili CIA k aktivní destabilizaci Allendeho vlády. V jednom konkrétním rozhovoru o zprávách o Allendeho svržení si Kissinger stěžoval na nedostatečné uznání americké role při svržení „komunistické“ vlády, načež Nixon poznamenal: „No – jak jistě víte – my se na tomhle nepodíleli.“ Pozdější zpráva CIA tvrdila, že američtí agenti udržovali úzké vazby s chilskou armádou za účelem shromažďování zpravodajských informací, ale nebylo vynaloženo žádné úsilí, aby jim pomohli, a „za žádných okolností se je nepokusili ovlivnit“.
Historik Peter Winn nalezl „rozsáhlé důkazy“ o spoluúčasti Spojených států na převratu. Uvádí, že jejich tajná podpora byla klíčová pro zorganizování převratu a také pro upevnění moci Pinochetovým režimem po převzetí moci. Winn dokumentuje rozsáhlou operaci CIA, jejímž cílem bylo vykonstruovat zprávy o převratu proti Allendemu jako ospravedlnění pro zavedení vojenské vlády. Peter Kornbluh tvrdí, že CIA destabilizovala Chile a pomohla vytvořit podmínky pro převrat, s odvoláním na dokumenty odtajněné Clintonovou administrativou. Nepřátelský postoj americké vlády k Allendeho zvolení v roce 1970 v Chile byl doložen dokumenty odtajněnými během Clintonovy administrativy, které ukazují, že do Chile byli dosazeni tajní agenti CIA, aby se zabránilo vzniku marxistické vlády a za účelem šíření propagandy proti Allendemu.
CIA uplatňovala politiku ekonomické destabilizace, diplomatické izolace a podpory opozičních skupin. V ekonomické oblasti CIA vůči Chile zastavila dosavadní půjčky z Meziamerické rozvojové banky a z Export–Import Bank of the United States a dále programy Agentury Spojených států amerických pro mezinárodní rozvoj. Bilaterální rozvojová pomoc klesla z 45 milionů dolarů v roce 1969 na 1,5 milionu dolarů v roce 1971. Poskytované bankovní úvěry Export–Import Bank of the United States v hodnotě 234 milionů dolarů byly zrušeny. USA také rozprodávaly své strategické rezervy mědi, aby ovlivnily trh s mědí, což byl hlavní vývozní artikl Chile. USA rovněž zavedly dodavatelský bojkot, což zásadně postihlo strojírenství Chile. Ekonomická destabilizace byla úspěšná, a to i kvůli krokům na straně Allendeho socialistické vlády. Ta začala se znárodňováním podniků se zahraniční účastí, zejména strategického průmyslu (klíčové těžby) a energetiky, ale také bank. Vedle toho Allende nechal zvýšit mzdy dělníků o 45 % a aby zabránil inflaci, zmrazil ceny. To vedlo k snížení produkce a zvýšení poptávky. Vláda tak musela vynakládat finanční rezervy na dovoz produktů. Allende rovněž, po ztrátě ekonomické podpory USA, odmítal navázat ekonomické vztahy s komunistickým Sovětským svazem nebo Čínou, jelikož se na nich nechtěl stát závislým.
Diplomatická část plánu CIA byla relativně předvídatelná: izolovat Chile a tlačit na okolní státy, aby odsoudily Allendeho činy. CIA a americká diplomacie začaly tlačit zejména na státy Argentina, Brazílie, Kolumbie, Mexiko a Venezuela. Současně pracovaly na zmaření všech zahraničních cílů Allendeho. Obyvatelé Chile byli situací v zemi frustrovaní a zmatení a CIA tyto pocity úspěšně nasměrovala proti chilské vládě prostřednictvím podpory opozice. To zahrnovalo finance poskytnuté novinám jako El Mercurio (které od CIA obdržely 1,5 milionu dolarů), rozhlasovým pořadům, studentským skupinám, odborovým svazům, rolnickým spolkům, ženským spolkům a opozičním stranám. Peníze byly určeny například na propagandistické materiály (plakáty, graffitti nebo brožury). Mezi lety 1963 a 1973 bylo na volby a politické strany v Chile vynaloženo 8 milionů dolarů;
4,3 milionu dolarů na propagandu a masmédia; a 900 tisíc dolarů na ovlivňování odborů, studentských skupin, rolnických spolků a ženských spolků. Z politických stran Američané nejvíce podporovali Křesťanskodemokratickou stranu.